# 16 Lovers Lane
16 Lovers Lane — шестой студийный альбом австралийской инди-рок-группы The Go-Betweens из Брисбена. Он был выпущен в августе 1988 года лейблом Beggars Banquet Records. Перед записью альбома группу покинул давний басист Роберт Викерс, когда остальные участники группы решили вернуться в Австралию после нескольких лет, проведённых в Лондоне. Его заменил Джон Уилстид. Альбом записывался в студии Studios 301 в Сиднее с Рождества 1987 года по осень 1988 года.
16 Lovers Lane стал последним релизом оригинального состава группы. The Go-Betweens распались в 1989 году и не выпускали других записей до тех пор, пока Грант Макленнан и Роберт Форстер не возродили группу в совершенно новом составе в 2000 году.
Альбом 16 Lovers Lane вошёл в книгу «1001 альбом, который вы должны послушать, прежде чем умрёте». В 2021 году он занял 15-е место в списке «200 величайших австралийских альбомов всех времён» по версии журнала Rolling Stone Australia.

## История
В конце 1987 года группа переехала из Великобритании в Сидней. Отношения между гитаристом Робертом Форстером и барабанщицей Линди Моррисон прекратились, в то время как вокалист Грант Макленнан и скрипачка Аманда Браун стали более активными. По возвращении в Австралию к группе присоединился басист Джон Уилстид, и группа начала подготовку к шестому альбому.
Процесс записи альбома 16 Lovers Lane отличался от предыдущих релизов. С декабря 1987 года по январь 1988 года Макленнан и Форстер начали интенсивный процесс сочинения песен. Они заранее записали демо-версии всех песен, а затем представили их продюсеру и своим коллегам по группе, оставив меньше места для импровизации. Макленнан рассказывал: «Мы впервые за много лет действительно сели и написали вместе, в том смысле, что всё новое, что у нас возникало накануне вечером, мы прорабатывали, переаранжировали, отбрасывали или использовали во что-то другое. Обычно мы писали по отдельности, а потом проводили две недели вместе, знакомясь с песнями друг друга и предлагая идеи. Так что это был совершенно другой процесс, и он был связан с попыткой вернуться к тому, с чего начиналась группа — к близости».
Макленнан сказал, что на группу также повлиял переезд в Австралию. «Мы провели пять лет в Лондоне — в мраке, тьме, серости и нищете — и вдруг, по какой-то причине, в Сиднее у нас стало больше денег, у всех было где жить, и мы оказались в городе, где через пять лет можно добраться до пляжа за десять минут». Форстер согласился, сказав, что это вызвало «всплеск энергии, всплеск песен».
Макленан сказал: «У меня было видение этого альбома. В каком-то смысле это было просто сесть с акустическими гитарами на солнце, написать песни, а затем записать альбом. Вот так просто. И я чувствую эту атмосферу, летнее настроение». Форстер описал альбом как «идеальное сочетание лондонской меланхолии и сиднейского солнца».
Дуэт авторов песен записал шестнадцать акустических демо-версий и отправил их английскому продюсеру Марку Уоллису до его приезда в Австралию. В книге «100 лучших австралийских альбомов» говорится, что Уоллис сохранил акустическую атмосферу, лишь немного приукрасив альбомы и «придав им блеск и свежесть, напоминающие о лете, которое их вдохновило». Говорят, что Моррисон «ненавидел» Уоллиса, что может быть связано с тем, что Уоллис заменил Моррисона драм-машиной в пяти песнях альбома. И Моррисон, и Браун были недовольны процессом пре-продакшена, который ограничивал их вклад, но Форстер защищал его, говоря: «Пре-продакшн каждого альбома не может быть одинаковым. Нельзя снова и снова повторять одно и то же». Тем не менее, в документальном фильме «Великие австралийские альбомы» (2008), в первом эпизоде, посвящённом альбому, Уоллис говорит, что барабанные партии на всех треках представляют собой смесь запрограммированных и настоящих барабанов, а Моррисон, которая не всегда была доступна по семейным обстоятельствам, говорит, что можно понять, что машинные биты всё ещё её, судя по тому, что «всё так просто».

## Отзывы
| Оценки критиков   | Оценки критиков |
| Источник          | Оценка          |
| ----------------- | --------------- |
| AllMusic          | [ 7 ]           |
| Blender           | [ 8 ]           |
| The Buffalo News  | [ 9 ]           |
| Mojo              | [ 10 ]          |
| NME               | 6/10            |
| Q                 | [ 12 ]          |
| Record Mirror     | 5/5             |
| Rolling Stone     | [ 14 ]          |
| Uncut             | [ 15 ]          |
| The Village Voice | A−              |

Альбом получил положительные отзывы музыкальной критики и интернет-изданий.
В обзоре для The Village Voice Роберт Кристгау описал альбом 16 Lovers Lane как «самый прямолинейный и запоминающийся сборник любовных песен» группы Go-Betweens и назвал группу «по-прежнему романтическими поэтами, какими и должны быть хорошие поп-музыканты». Критик Record Mirror Джонни Ди похвалил альбом как «классический, трогательный и трогательный»". В Spin Эвелин Макдоннелл написала, что группа напомнила ей "американских журавлей: огромных долговязых созданий, способных на высочайшую грациозность в полёте и страстные спазмы в период течки. Точно так же Go-Betweens вливают зловещую поэзию в головокружительные поп-структуры, а затем бросают неопределённые песни в воздух, шепча «Летите или трахайтесь». Что касается более витиеватого звучания альбома, Макдоннелл чувствовал, что «склонность Уоллис к чрезмерному приукрашиванию» приводила к появлению порой «гнилостных моментов», в то время как Майкл Азеррад из Rolling Stone заметил «странно приятное заигрывание с банальностью в медовых мелодиях альбома, мягких струнных и задумчивом, сдержанном вокале», несмотря на то, что песни передают «глубину эмоций и высоту интеллекта, редко встречающиеся в поп-музыке».
Том Джурек отметил в AllMusic, что «The Go-Betweens, пожалуй, величайшая австралийская поп-группа всех времён, казалось, приберегла лучшее напоследок, распавшись в 1989 году. (Они воссоединились в 1999 году и с тех пор выпустили ещё две студийные записи). 16 Lovers Lane просто захватывает дух; это глубоко трогательный, чувственный на слух сборник песен об отношениях и надломленной стороне любви, который никогда не скатывается в дешёвую сентиментальность или цинизм. Авторы песен Роберт Фостер и Грант Макленнан всегда были визионерами в изображении личной и межличностной меланхолии и душевных терзаний, но здесь их решимость, сосредоточенная на изображении глубин души романтика, когда он разочарован или удручён, просто и убедительно напряжённа. Хотя группа действительно переживала свою версию романтической саги в стиле мыльной оперы, эта эмоциональная трясина, по-видимому, подпитывала её энергию и концентрацию, в результате чего альбом получился настолько фактурно богатым, лирически острым и музыкально честным, что его воздействие просто обжигает любого слушателя, у которого в жилах не опилки вместо крови».

### Итоговые списки
В 2010 году альбом 16 Lovers Lane занял 12-е место в книге «100 лучших австралийских альбомов». Авторы назвали альбом «высшей точкой группы», отметив, что «Форстер и Макленнан знали, что у них получилось», и что песни были «самыми прямыми, доступными и искренними из всех», а «Форстер, в частности, научился новой сдержанности. Исчезли бравада и лукавство, которые преобладали в его ранних работах, уступив место открытости и честности».
Альбом 16 Lovers Lane вошёл в книгу «1001 альбом, который вы должны послушать, прежде чем умрёте». В 2021 году он занял 15-е место в списке «200 величайших австралийских альбомов всех времён» по версии журнала Rolling Stone Australia.

## Список композиций
Слова и музыка всех песен — Гранта Макленнана и Роберта Форстера.
| №   | Название                                                      | Длительность |
| --- | ------------------------------------------------------------- | ------------ |
| 1.  | «Love Goes On»                                                | 3:19         |
| 2.  | «Quiet Heart»                                                 | 5:20         |
| 3.  | «Love Is a Sign»                                              | 4:12         |
| 4.  | «You Can't Say No Forever»                                    | 3:57         |
| 5.  | «The Devil's Eye»                                             | 2:05         |
| 6.  | «Streets of Your Town»                                        | 3:36         |
| 7.  | «Clouds»                                                      | 4:02         |
| 8.  | «Was There Anything I Could Do?»                              | 3:06         |
| 9.  | «I'm All Right»                                               | 3:10         |
| 10. | «Dive for Your Memory»                                        | 4:17         |
| 11. | «Streets of Your Town» (Australian video on 2004 expanded CD) |              |
| 12. | «Streets of Your Town» (US/UK video on 2004 expanded CD)      |              |
| 13. | «Was There Anything I Could Do?» (video on 2004 expanded CD)  |              |